# 祐漢新邨
祐漢新邨（葡萄牙語：Bairro Iao Hon）是澳門首個建成的大型屋苑，位於澳門北區黑沙環（現已獨立為祐漢區），屋苑土地前身為菜田及房舍，後於1970年代初由祐漢置業（澳門）有限公司收購土地及分批發展成祐漢新邨。。

## 七棟樓群
祐漢七棟樓群地理位置東至長壽大馬路；南至勝意樓、萬壽樓一線；西至騎士馬路；北至祐漢新村第八街。相關樓群涉及住宅單位約2,428戶，當中，包括康泰樓約448戶、吉祥樓約400戶、順利樓約224戶、興隆樓約400戶、牡丹樓約400戶、萬壽樓約200戶及勝意樓約356戶。
祐漢新邨作為澳門首個私人屋邨項目，於二十世紀六十年代隨着社會發展及人口增加，發展商有意收購祐漢至馬場一帶菜地興建住宅，“祐漢”的命名是以發展商“祐興建築”及其投資合夥人李超漢兩個名稱組合而成。建設方式是作為澳門首個以預製件形式建造的項目，大大提升了建築效率。

## 重建計劃早期研究

### 舊區咨詢委員會時期
早在2005年，政府已將祐漢七個舊樓群列作重建試點；2007年成立的「舊區重整諮詢委員會」，過去亦曾經做過有關祐漢重建的調查，但最後不了了之。由於樓宇樓齡普遍偏高，部分甚至已逾50年，該區樓群的環境衛生、石屎剝落、電線交錯及樓宇滲漏水等問題非常嚴重，多年來引起社會高度關注和廣泛討論，急需重建。自2008年起，政府雖然推出了《低層樓宇共同設施維修臨時資助計劃》、《樓宇維修無息貸款計劃》、《樓宇維修資助計劃》以及《樓宇維修方案支持計劃》等，以鼓勵小業主主動驗樓和進行樓宇維修保養。但由於業權分散，且小業主多數是長者、法律意識薄弱、身體狀況欠佳、經濟能力有限等，難以成立大廈業主會，而無法組織力量維修保養，從而得不到政府的資助；另外相關的法律沒有配套同步並行，強制驗樓、更換水電設備、展開門窗保養等始終無法順利展開。
2011年10月27日，時任運輸工務司司長劉仕堯主持舊區重整諮詢委員會會議。指規劃部門現正研究祐漢重建規劃，稍後會由交委員會討論，聽取意見，爭取同年年底開展祐漢重建區的規劃設計工作。
2012年8月下旬，舊區重整諮詢委員會完成祐漢新村七棟樓群居住狀況調查，二千四百二十八個住宅單位中，租戶佔近五成，自住業主佔不足三成，更改用途作商舖和空置單位各佔近一成。相比五年前委員會委託澳門理工學院進行的「祐漢新村居民生活現狀調查」入戶普查數據的同類調查，本地租戶數量、外地租戶數量、地下住宅單位改為商舖個案均有顯著升幅，並發現社區中存在業權不清問題。

### 都市更新委員會時期
2018年5月23日，都市更新委員會舉行2018年第一次特別全體會議，運輸工務司司長羅立文表示，指，政府暫時沒有祐漢重建的規劃，強調都市更新可以由業主自發、私人發展商或政府推動，“每一棟大樓都有小業主”，若是由政府主導重建，需要各個小業主同意才能有具體動工時間表。

## 都更公司介入
2020年3月25日，「祐漢七棟樓群」調研工作正式開展，將委託具多年研究祐漢樓群經驗的機構開展為期十個月的調研工作，由其專業團隊進行收集、整理及分析相關數據及業權人對都市更新的意願等，務實推進都市更新進程。調研工作包括調查「祐漢七棟樓群」的商住型態、人口、年齡、性別、住戶收入、商戶性質、空置率等現況，以及暫定於今年5月起以入戶調查方式收集業權人、承租人對都市更新的取態及補償意向等。

## 調研工作開展

### 入戶調查
2020年6月，都更公司正式開展「祐漢七棟樓群」入戶調查，委托的第三方研究團隊將在同月至8月以入戶問卷調查方式，收集祐漢樓群業權人、住戶對舊區重建的意見及建議，作為推動都市更新的數據基礎，合共約2,500多個住宅單位及商舖。研究團隊的主要成員包括城市規劃師林翊捷、建築師呂澤強及前澳門理工學院社會工作副教授蘇文欣等。
截至2020年8月中旬，都更公司已成功訪問近七成住戶，同時收到部份業主主動聯絡面談重建細節，都更公司誠意呼籲相關業權人致電預約洽談，以加快重建進程，提升居民生活質素。現階段，問卷員已成功訪問近七成住戶。調查過程中，業主、租戶及商戶就該樓群重建提出多項意見及問題，主要包括重建成本計算、如何原地回遷等，並反映區內衛生環境惡劣、硬件設施殘舊等訴求。近月，陸續有不少住宅單位業主主動聯絡都更公司，預約洽談單位的業權狀況及重建細節等。由於上述樓群內不少住宅單位長期租出或空置，部份住戶拒答或無人應門等，均增加調查難度；同時，有身處外地的業主主動聯絡都更公司，冀於疫情後回澳面談細節。
2020年10月，都更公司公布通過上述入戶調查，發現不少住戶為租戶，居住於樓群內的業主不足三成，亦有部分為空置單位。由於現行法律要求舊樓重建需要百分百業權同意，而《都市更新法律制度》仍處於立法階段，意味著都市更新現階段根本無法進行。都更公司目前已蒐集到近五成業主的聯絡資料，其中部分身處海外的業主亦主動聯繫都更公司。都更公司呼籲有關業權人主動接洽，以便了解各種業權問題。
2020年10月30日，都更公司董事會主席林金城於澳門立法會回應立法會直選議員黃潔貞有關正進行「祐漢七棟樓群」入戶調查，他表示該階段研究團隊正整理及分析相關數據，研究報告將於2021首季完成，截至目前，都更公司收集到近五成業主的聯絡資料。

### 調研報告結果公布
2021年5月7日，調研報告結果公布，共2,556個住宅單位中，當前已接洽了逾55%業主。七棟樓群之中，有的樓群最高已收集到逾70%業主的聯絡方式，有的最低收到只有40%業主聯絡方式。為加快重建，都更公司將採取逐棟解決方式，因應業權收集情況，優先興建業權收集完整的樓群。有份參與調研的城市規劃師林翊捷表示，七棟樓群呈現七個階級的姿態分布，相信重建工作會按逐個階級去做，不會一次過清拆，因執行困難相對較大。至於重建方案仍未落實，目前仍未能確定七棟樓群對重建的最終支持度有多少。另一方面，祐漢七棟樓群的破損情況亦是影響方案推進的一大因素。
調研報告顯示，逾91%受訪自住業主（647名）支持重建；少部份自用商戶不支持或沒明確表態，持觀望態度。逾65%受訪者又偏向「樓換樓」的重建補償方式，還開口指明不要公屋；選擇長者公寓作為補償的只有2.6%。2,556個住宅單位中，收集到1,886份問卷，佔樓群內現存總登記單位數量的73.8%。其中731名為自住及自用，包括自住業主（647名），自用商戶業主或代表（84名），佔現存總業權登記的28.6%。租戶佔45.4%，包括本地及外僱（42.5%）。拒答、中途拒答、無人應門和空置等佔26%。

## 持續後續跟進

### 2021年8月立法會行政長官書面題問
2021年8月24日，原定於8月10日舉行的立法會行政長官問答大會由於疫情影響取消，改由書面題問形式，澳門立法會上載行政長官賀一誠對30位議員提問的書面答覆。其中，包括議員何潤生、李靜儀、黃潔貞、區錦新、陳亦立、邱庭彪等都關注本澳房屋、都更相關議題。賀一誠在回覆議員邱庭彪書面提問時指出，祐漢七棟樓群由46棟樓宇組成逾2,500個單位，由於涉及業權人數龐大，存在複雜業權分布情況，將以片區式方向進行整個祐漢七棟樓群的規劃及設計，加快重建進程。同時，都更公司建議採取逐個街廓解決方式，因應業權收集情況優先興建業權收集完整的樓群。經綜合分析祐漢七棟樓群調研報告中的居民重建意願，以及都更公司已收集有關順利樓近八成的業主聯繫資訊，順利樓北側地塊，即原舊區重整諮詢委員會祐漢臨時辦事處，具備條件作為祐漢七棟樓群內都市更新工作第一期項目。事實上，祐漢區居民參觀暫住房展示區後表示滿意，部分祐漢區業主更即時聯絡都更公司回覆同意重建方案。基於上述原因，都更公司將根據《土地法》 之規定，計劃透過豁免公開招標形式，向特區政府申請批給順利樓地塊北側土地，用以興建為該區更新的住宅房。

### 都更公司持續解說
2022年3月下旬，都更公司代表到祐漢社區向業權人解說方案，同時收集業主及相關部門的意見及建議，以尋求共識，包括講解片區規劃設計並作交流互動，讓居民清晰更新方案，提升重建參與度。據介紹，有關規劃以片區整體設計改造為主軸，保持該區域的原有街道肌理，並重新按照特區政府的總體城市規劃，梳理街道關係和車行、人行流線，透過優化及整合步行及交通系統，改善社區設施及增加綠化公共空間。會上，業主與都更公司代表就業權轉移、營商環境、重建優惠政策等議題交流討論。與會者普遍認同片區規劃可助提升整體生活質素及樓宇價值，另有商戶認同步行街及天橋連廊概念有助帶動人流，認為有好的規劃及方案便有條件商討細節，並希望盡快收集足夠的業權啟動重建，早日改善居住及營商條件。最終達至城區活化，實現樓宇、基礎設施、公共設施及公共地方的增值。

### 2022年3月及4月立法會會議及答問
2022年3月31日，立法會第二常設委員會舉行會議，首次討論《都市更新法律制度》法案，其中在關心“祐漢七棟樓”情況，立法會間選議員陳澤武武引述政府代表回應稱，「祐漢七棟樓」的樓齡、建築面積都相同，所以有條件一併重建，興建更高的樓宇，但討論過程中提及，40年樓齡以上的樓宇需達八成以上業主同意才能啟動重建程序，40年樓齡以下則要八成五，否則以單一建築物為單位作重建。陳澤武透露，因為「祐漢七棟樓」大多以租戶為主，較難接觸到單位業主，所以都更公司在調查資料過程會比較耗時。
2022年4月12日立法會行政長官答問大會上，直選議員梁鴻細關注並期望了解舊城區如祐漢社區等的規劃，行政展官賀一誠回應指都更公司已進行了大量工作，但相關工作牽涉到2,000多戶的同意及授權工作，但現時會盡快從祐漢七棟樓群的其中一個片區進行重建規劃，並在同年內啟動規劃，以此作為先導計劃令大眾了解重建的效果及成本。他又指，政府一直持續監察祐漢新邨是否為「危樓」，一旦被評為「危樓」就只能「勒遷」，所以重建工作是必然要做的，而且有信心祐漢新邨重建後會成為一個比較好的小區，期望祐漢新邨的業主看到相關規劃的發展方向後，可與政府共同解決問題。

### 項目改為“全面重建”
2022年5月4日，都更公司發出新聞稿，指會優先興建業權收集完成的樓群，但會持續收集居民意見，若居民有意讓祐漢七棟樓同步重建，才會再就相關的方向研究。中區社區咨詢委員會召集人羅萍表示，目前都更公司就祐漢七棟樓（下稱七棟樓）的重整計劃擬傾以片區更新為方向，七棟樓或會一同開展重建工作。在同月平常會議上，委員黃成彬引述都更公司代表稱，相關工作牽涉到2,000多戶的同意及授權工作，根據目前與區內居民溝通及調研的初步結果顯示，「好大機會七棟樓一齊更新」。都更公司代表，同時強調，目前只是多一個選擇，未必會是最後方案。被問到七棟樓的業權問題以及都更公司目前有否提供更具體的時間表時，羅萍則稱，目前都更公司須落區進行進一步的溝通與研究，收集該區居民的意見，才可提出更具體的規劃。

### 協助成立業主會
2022年8月8日，都更公司更出新聞稿，正推動「祐漢七棟樓群」舊區更新項目，因應相關業權人的支援需求，協助各樓群業主組織分層建築物所有人大會，以及成立管理機關（俗稱管理委員會），團結業主積極參與重建。月前，順利樓業主假街坊總會祐漢社區中心舉行會議並順利籌組管理委員會，逐步推進重建進程。會上，各業權人討論並決議通過選出分層所有人組成大會主席團及大會主席，以主持該次會議及繕立大會會議錄；討論並決議通過分層建築物管理機關的名稱及選出成員；討論並決議通過授權管理機關在銀行開立儲存共同儲備基金賬戶。此外，都更公司將協助其餘樓群業權人籌組業主會，推動業權人緊密溝通聯繫，討論重建方向及細節。
2022年11月21日，都更公司將安排受祐漢重建影響的業權人暫住黑沙環新填海區P地段暫住房及置換房項目。規劃重建在不增加住宅戶數及居住人口密度的前提下進行設計，並規劃設置天橋連廊串聯裙樓商場、商業步行街等，營造良好的商業氛圍；同時，透過人車分道、增加綠化面積，打造宜居環境。同時由同年10月起，陸續協助「勝意樓」業主籌組管理委員會，團結業主積極參與重建，推動業權人緊密溝通聯繫，積極討論重建方向及細節。
2023年1月26日，澳門都市更新股份有限公司表示，近日完成協助祐漢新邨勝意樓業主召開分層建築物所有人大會，順利籌組管理機關（俗稱管理委員會），為助力勝意樓重建打好基礎。會上，都更公司團隊與各業權人討論並通過選出分層所有人組成大會主席團及大會主席，由主席主持該次會議及繕立大會會議記錄；討論並決議通過分層建築物管理機關的名稱及選出架構成員；討論並決議通過授權管理機關在銀行開立儲存共同儲備基金帳戶。此外，都更公司代表向祐漢新邨勝意樓業主講解「祐漢七棟樓群」舊區更新項目，解答業主疑問，同時收集和交換意見，以盡力提升該區居住環境的生活品質及完善相關配套設施，及後安排業主參觀暫住房示範單位；業主滿意單位設計，認為有助增加重建信心。勝意樓是繼順利樓之後，成為第二批成立管委會的「祐漢七棟樓群」舊區更新項目樓宇。
2023年2月下旬，都更公司指出，順利樓已經進入申請規劃條件圖的階段。工務局局長黎永亮表示，順利樓北側的將建公屋，其規劃條件將會作為「祐漢七棟樓群」重建時的重要參考指標；包括：不會大幅上調住宅單位數目和面積。順利樓北側臨時休憩區（祐漢新村第八街）將建公共房屋，定位是都市更新先導計劃。城規會在該年1月初完成討論規劃條件圖草案，公共建設局在同月把樓宇的編制計劃直接判出。
2023年5月下旬，都更公司完成協助祐漢新邨康泰樓業主召開分層建築物所有人大會，順利籌組管理機關（俗稱管理委員會），成為第三批由都更公司協助組織管委會的「祐漢七棟樓群」舊區更新項目樓宇。直至該年6月已合共協助業主召開18個分層建築物所有人大會，正緊接支援及協調其他樓群成立管委會並開展其餘的跟進工作。
2023年10月4日，澳門都市更新股份有限公司表示在同年8月至9月期間協助助8幢祐漢新邨「牡丹樓」業主召開分層建築物所有人大會，順利籌組管理機關（俗稱管理委員會），即成為第四批由都更公司協助下，組織管委會的「祐漢七棟樓群」舊區更新項目樓宇，並隨即已開展「興隆樓」業主跟進工作。截至2023年9月，都更公司已協助逾五成「祐漢七棟樓群」樓宇召開業主會。

### 重建工作前期開展
2024年4月16日，行政長官賀一誠回應澳門立法會直選議員梁鴻細答問時表示，黑沙環P地段暫住房項目2,000多個單位將供祐漢新村願意拆遷的居民暫住，在完成安置後將於年內開展首個重整項目順利樓，作為首個重整樣版，供其他祐漢新村居民看到涉及多少建造成本。在祐漢新村重建項目中亦有鼓勵措施，包括提供車位，允許將地面單位改為商鋪或樓上商鋪等，以幫補建築費用。
2024年8月至9月，澳門都市更新股份有限公司表示，對該區業主收集簽名以申請規劃條件圖，但部分海外業主尚未辦理海牙認證，或因年事已高難以立即回澳。還有部分業主須先與家人處理業權問題。強調重建取決於業主們能否團結一致，共同推動這項工作。重建項目設計圖亦於2024年9月出台，新樓宇每棟三十層，設有三層地庫停車場。地面至三樓規劃為商業和社會設施，四樓設置綠化平台，五樓至二十九樓為住宅樓層。原單位數量維持不變，但增加了停車場和商舖；設計中特別加入了退縮綠化平台，希望提升該區的綠化面積。每個地塊的平台均設有供居民使用的綠化空間。此外，樓宇商場之間將由天橋連廊相接；公共行人設施方面，新方案中規劃了兩條寬16米、縱橫交錯的步行街，將連接總體規劃的步行系統，並與周邊出入境口岸相通，形成縱橫交接的步行網絡。
2024年9月，「祐漢七棟樓群」項目已完成支援全數7個地塊合共46棟樓宇的業權人召開分層建築物所有人大會，籌組管理機關（俗稱管理委員會）。新的規劃採用「垂直都市」概念，把各低層樓宇整合為高層樓宇，每棟樓高三十層，原單位數量不變，並設有地庫停車場、裙樓及居住塔樓。部分沿街的裙樓設計退縮綠化平台，透過垂直綠化，在天橋連廊、綠化步行街等位置，延伸綠色元素至片區生活圈。新的規劃建議設置天橋連廊，串聯片區裙樓商場，營造良好的商業氛圍，匯集人流；公共行人設施方面，新方案中規劃的兩條寬 16米、縱橫交錯的步行街，將連接總體規劃的步行系統，且東西南北連通出入境口岸，形成縱橫交接的步行網絡節點，進一步強化片區地理位置上的優越性。